# Lukas Kačavenda
Lukas Kačavenda (Zagreb, 2. ožujka 2003.) hrvatski je nogometaš koji igra na poziciji ofenzivnog veznog. Trenutačno igra za LASK Linz.

## Klupska karijera

### Rana karijera
Rođen je u Zagrebu, odakle mu je i otac, a njegova majka je iz Siska. Nogometom se počeo baviti u lokalnom klubu Kustošija. Godine 2015. prešao je u akademiju zagrebačkog Dinama, koju je napustio dvije godine kasnije nezadovoljan minutažom. Zatim se pridružio Lokomotivi.

### Lokomotiva Zagreb
Tijekom ožujske reprezentativne stanke 2021. godine, Lokomotiva je odigrala prijateljsku utakmicu s Orijentom 1919, a trener Samir Toplak pozvao je nekoliko mladih igrača u seniorsku momčad. Toplak je bio impresioniran Kačavendom i Lukom Stojkovićem te ih je ostavio u seniorskoj momčadi. Kačavenda je debitirao 3. travnja kada je Lokomotiva izgubila 2:0 od splitskog Hajduka, ušavši u 65. minuti. Dana, 7. svibnja asistirao je Roku Šimiću za prvi gol, a drugi je sam zabio, kada je Lokomotiva svladala Slaven Belupo 3:1. Smatran je jednim od ključnih igrača, koji su pomogli Lokomotivi da očuva prvoligaški status. Dobio je nagradu Trofej Nogometaš za najboljeg mladog nogometaša 1. HNL 2022. godine.

### Dinamo Zagreb
Dana 25. kolovoza 2023. posuđen je zagrebačkom Dinamu do kraja godine uz mogućnost otkupa. S Dinamom je 1. kolovoza 2024. potpisao višegodišnji ugovor. Za Dinamo je debitirao dva dana kasnije u utakmici 1. kola HNL 2024./25. u kojoj je Dinamo savladao Istru 1961 5:0. Prvi klupski pogodak postigao je 6. prosinca u ligaškoj utakmici protiv Slaven Belupa koja je završila 1:1.

## Reprezentativna karijera
Tadašnji izbornik Igor Bišćan pozvao ga je u hrvatsku reprezentaciju do 21 godine za kvalifikacije za Europsko prvenstvo do 21 godine 2023. godine u Gruziji i Rumunjskoj, brzo se nametnuvši kao ključni igrač nakon što je Hrvatska završila godinu sa šest pobjeda od šest utakmica. Nastupio je i na tom Europskom prvenstvu do 21 godine, na kojem je Hrvatska ispala u skupini.

## Vanjske poveznice
- Lukas Kačavenda, Hrvatski nogometni savez
- Lukas Kačavenda, Soccerway (engl.)
- Lukas Kačavenda, Transfermarkt (engl.)